# Domneåns naturreservat
Domneån är ett naturreservat i Habo socken i Habo kommun och Bankeryds socken i Jönköpings kommun.

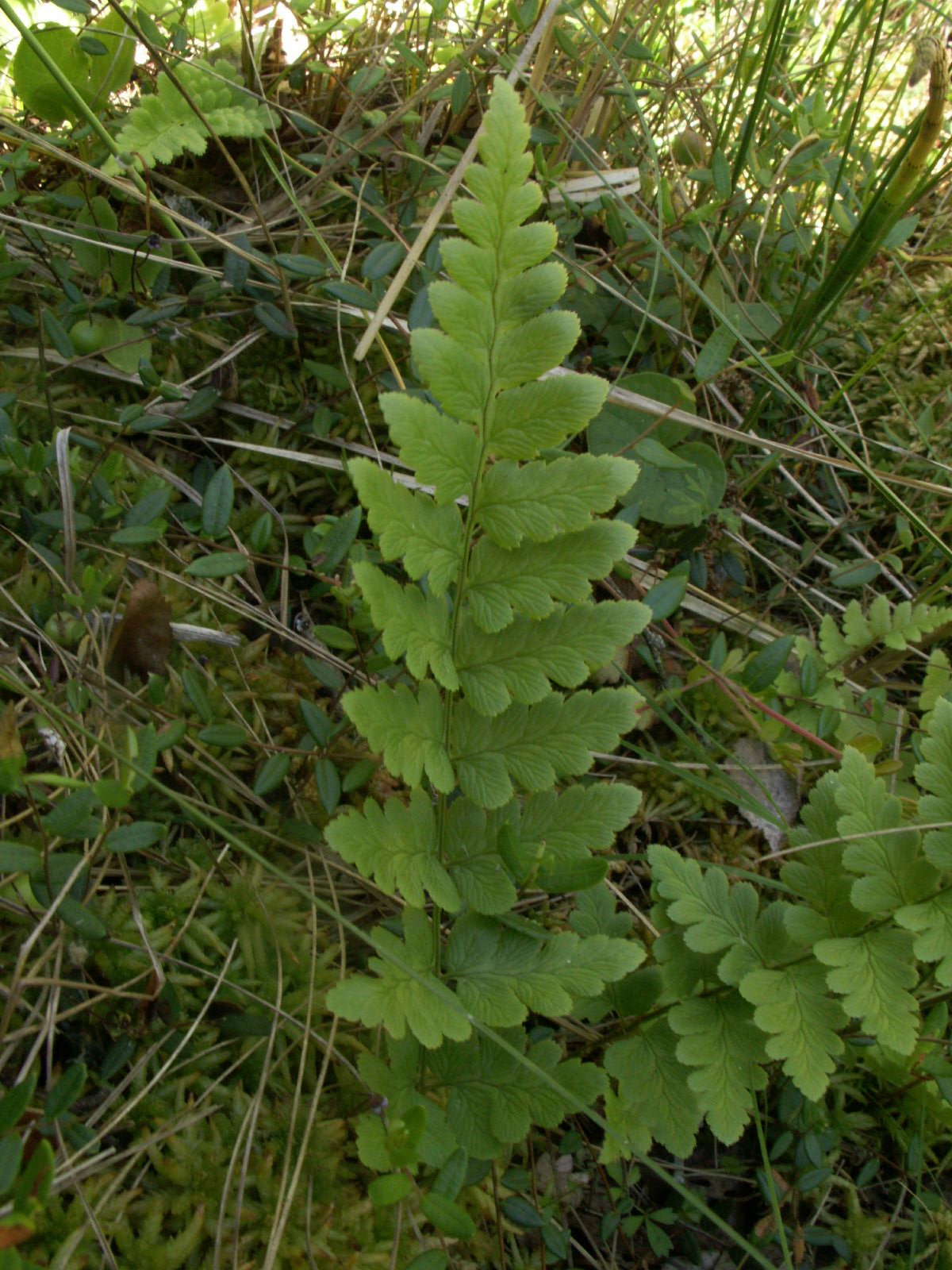
Granbräken

Reservatet omfattar 21 hektar vid Domneåns mynning i Vättern strax norr om orten Bankeryd. Mynningen är en bred ravin med torv- och kärrmarker i botten. I kärret växer bland annat granbräken och kärrull.
M"